# Sian Proctor
Sian Hayley "Leo" Proctor (28 de marzo de 1970,  Agaña, Guam, Estados Unidos) es una astronauta comercial, profesora de geología y comunicadora de la ciencia. Fue oficial de extensión educativa para la primera misión de simulación y exploración espacial análoga de Hawái (HI-SEAS).
El 15 de septiembre de 2021, fue lanzada a la órbita terrestre como piloto de la cápsula espacial Crew Dragon, como parte del vuelo espacial orbital privado Inspiration4. Durante esta misión, Sian se convirtió en la primera mujer afroamericana en pilotar una nave espacial. Además, es comandante en la Patrulla Aérea Civil, donde se desempeña como oficial de educación aeroespacial para su ala de Arizona.

## Biografía
Nació en Hagåtña, Guam el 28 de marzo de 1970, hija de un ingeniero de Sperry Univac que trabajaba para la NASA en la terminal terrestre remota de Guam durante la era Apolo. Después de los alunizajes, la familia de Proctor se mudó a Minnesota y luego a varios estados del noreste debido a los cambios de trabajo de su padre. Cuando ella tenía 14 años, junto con su familia se mudó a Fairport, Nueva York, donde más tarde se graduó de Fairport High School.
Estudió en la Universidad Estatal de Arizona, donde obtuvo una licenciatura en ciencias ambientales y posteriormente recibió una maestría en Geología en 1998. En 2006 obtuvo un doctorado en educación científica. Se desempeñó como profesora de geología en South Mountain Community College en Phoenix.
Es integrante de la Asociación de Exploradores del Espacio. Además en diciembre de 2022, fue seleccionada miembro del Grupo Asesor de Usuarios del Consejo Nacional del Espacio.
En 2022 recibió un doctorado honoris causa en humanidades por la Universidad de Massachusetts Lowell.
En 2023 participó en el campamento espacial Space 2101 en la Universidad de Ciencia y Tecnología Rey Abdalá.

## Carrera espacial

### Selección de astronautas NASA 2009
Fue finalista durante el proceso de selección de astronautas de la NASA de 2009. Siendo una de las 47 finalistas entre más de 3 500 solicitantes. Sin embargo, durante la ronda final, no fue una de los nueve candidatos a astronauta seleccionados para el Grupo de Astronautas de la NASA de 2009.

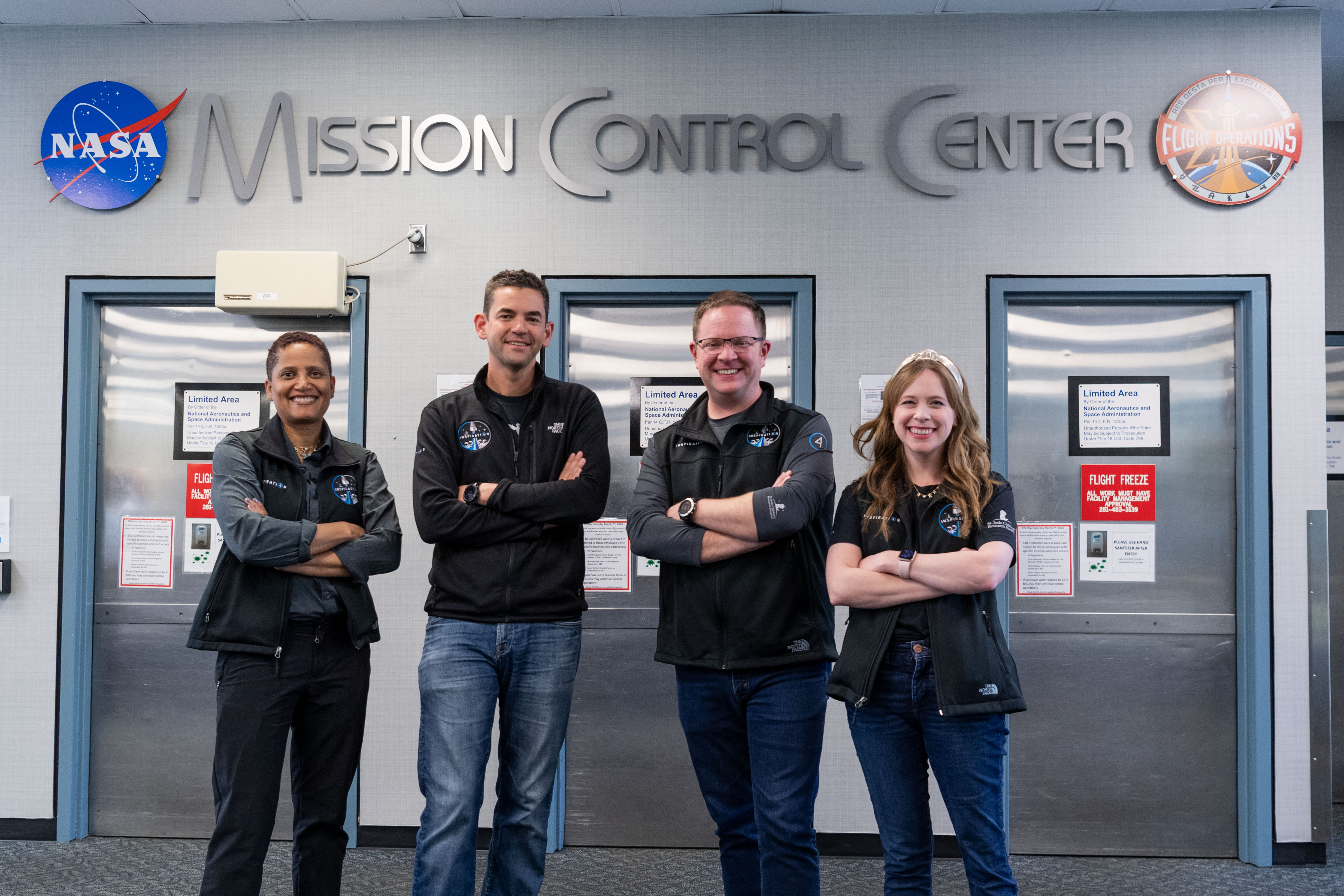
Miembros de la misión espacial Inspiation4 durante tu visita al Centro Espacial Johnson de la NASA.

### Astronauta comercial en la misión Inspiration4
Fue seleccionada como pilota de la misión Crew Dragon Inspiration4, que se lanzó el 15 de septiembre de 2021. Su asiento en la misión lo obtuvo al haber sido ganadora de una competencia empresarial. Durante el entrenamiento de vuelo recibió el distintivo de llamada Leo.
Junto con sus compañeros de tripulación Jared Isaacman, Hayley Arceneaux y Chris Sembroski, se convirtieron en la primera misión de vuelo espacial humana totalmente civil. En agosto de 2021, apareció en la portada de un número doble de la revista Time con el resto del equipo de Inspiration4.

## Carrera en educación

### HI-SEAS (2013)
Fungió como oficial de extensión educativa para la misión de Simulación y Exploración Espacial Análoga de Hawái (HI-SEAS) financiada por la NASA. El propósito de esta misión era investigar estrategias alimentarias para vuelos espaciales de larga duración y misiones a la Luna o Marte. 
Durante la simulación de cuatro meses, fue contratada por la revista Discover como fotógrafa para el artículo de Kate Greene Simulating Mars on Earth. Mientras estaba en la simulación de Marte filmó la serie de YouTube Meals for Mars.

### PolarTREC (2014)
En 2014 fue seleccionada como maestra PolarTREC, un programa financiado por la Fundación Nacional de Ciencias (NSF) que conecta a profesores con científicos para realizar investigaciones en las regiones del ártico y la Antártica. Como parte de este programa, pasó un mes en Barrow, Alaska, aprendiendo ecología histórica para la gestión de riesgos e investigando el impacto del cambio climático en la costa y la comunidad.

### Programa de Embajadores Educadores en la Astronomía de Chile (ACEAP) (2016)
En 2016, fue seleccionada como Embajadora ACEAP. Un programa de la Fundación Nacional de Ciencias (NSF) que envía educadores de astronomía formales e informales a las instalaciones de astronomía de Estados Unidos en Chile. Durante el verano de 2016, se unió a otros ocho embajadores con quienes visitó el Observatorio Interamericano Cerro Tololo (CTIO), el Observatorio Gemini Sur y el Atacama Large Millimeter-submillimeter Array (ALMA).
En 2017 regresó a San Pedro, Chile para participar en actividades de divulgación educativa STEM con la escuela secundaria local y la comunidad circundante. 

### Profesor de la NOAA en el mar (2017)
Fue seleccionada para participar en el programa Teacher At Sea de la Administración Nacional Oceánica y Atmosférica (NOAA) en 2017. El programa se inició en 1990 y proporciona a los profesores experiencia en investigación trabajando en el mar. En su caso, realizó una investigación sobre el abadejo en el mar de Bering a bordo del pesquero Oscar Dyson. Detalló su experiencia en el blog de la NOAA.

## Comunicación de la ciencia

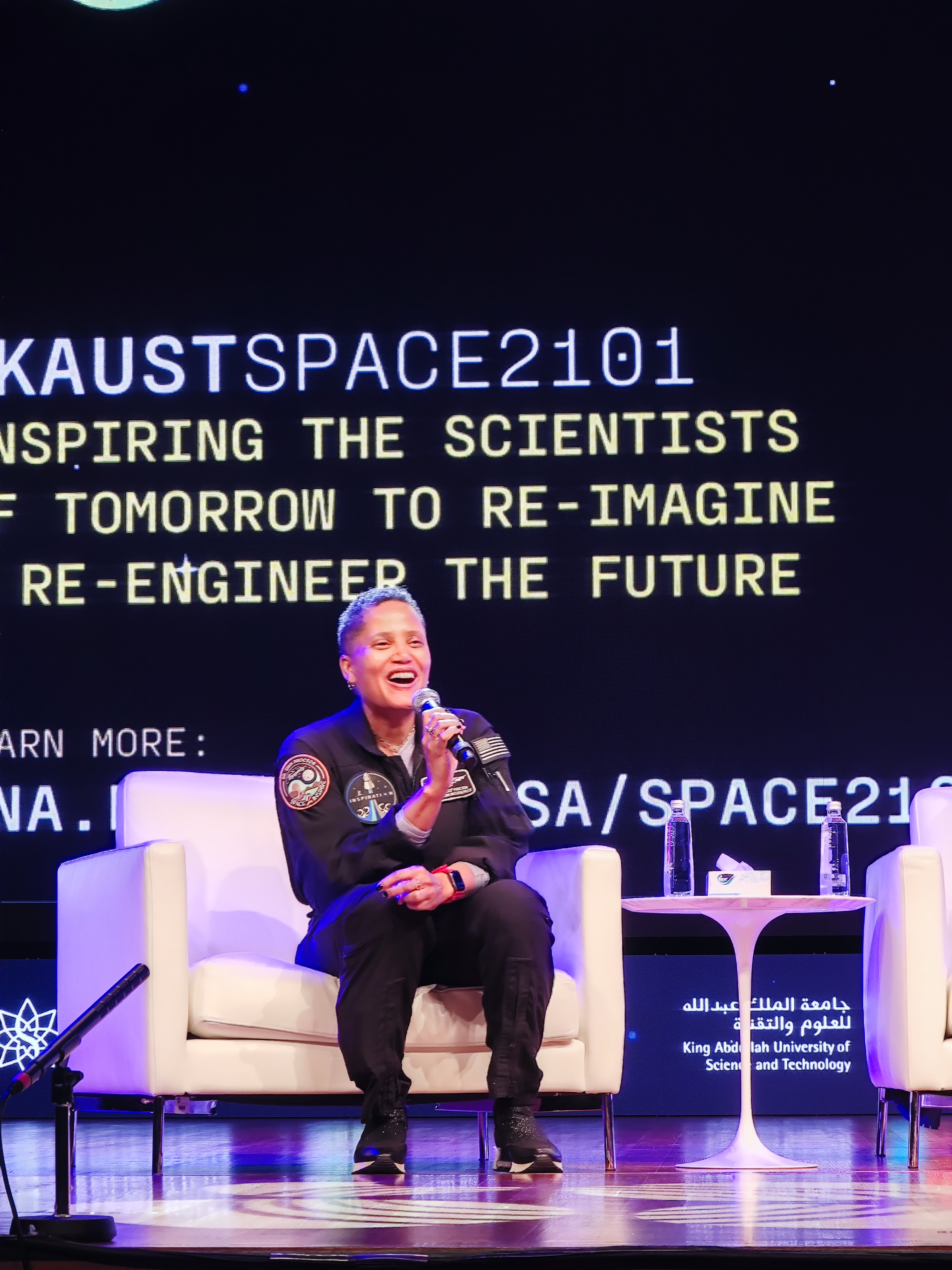
Dra. Sian Proctor en el campamento espacial Space 2101 en la Universidad de Ciencia y Tecnología Rey Abdalá en 2023.

Es ponente internacional en temas de educación científica, liderazgo, simulaciones espaciales, alimentos sutsentables, y diversidad en la ciencia. Además ha dado varias charlas TEDx.

### Apariciones en televisión
Su trayectoria y trabajo han motivado varias apariciones en televisión, entre las que figuran:
- 2010: Segunda temporada de The Colony, un show de Discovery Channel con diez episodios y filmado en Nueva Orleans.
- 2012: Aparición en dos episodios de la primera temporada de The STEM Journals, un programa educativo para niños interesados en la ciencia.
- 2016: Aparición en el episodio: Are We Alone de la serie Genius de Stephen Hawking.
- De 2017 a 2019 fue demostradora científica en el programa Strange Evidence de Science Channel.
- 2020: Phantom signals.
- 2021: Ancient unexplained files.
- 2021: When Big Things Go Wrong, una serie para The History Channel que explica la ciencia de los desastres.
- 2021: Participó en la serie de Netflix Countdown: Inspiration4 Mission to Space.